# Nano cervello
Un nano cervello  è un dispositivo concettuale che esegue in modo massivo il calcolo parallelo seguendo i principi di trattamento dell'informazione del cervello umano. Questa macchina di assemblaggio servirebbe come una decisione intelligente per ottenere unità per i nano-robot , e potrebbe essere programmata per eseguire un'operazione particolare per la quale è stata progettata. Una caratteristica essenziale di un nano cervello è quella di acquisire tutti gli input sensoriali in un dato momento dall'ambiente esterno e, dopo averne processata l'informazione, generare contemporaneamente distinte istruzioni per ogni singola unità di esecuzione collegata al nano cervello in modo unitario . In questo modo la macchina di calcolo comunicherà con il mondo esterno in modo simile al nostro sistema nervoso centrale, analizzando diversi parametri come il colore, il suono, la forma degli oggetti e la memoria del passato tutto in una sola volta.

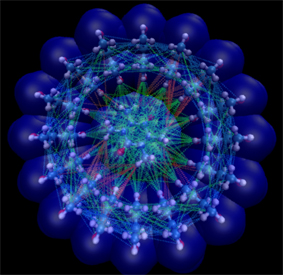
Un nano cervello calcolatore parallelo a 16 bit costruito da 17 molecole di durochinone. Le linee tratteggiate rappresentano dei legami a idrogeno.^{1}

## L'essenziale per un nano cervello
Il cervello umano segue un modello basato sul calcolo come caos, come automa cellulare in cui milioni di pixel di una particolare immagine viene elaborata in un momento. Apparentemente il meccanismo appare estremamente lento e non accurato. Tuttavia, man mano che la complessità delle informazioni aumenta, esso funziona in modo più credibile dei supercomputer costruiti dall'uomo. Un cervello umano è in grado di leggere le lettere CAPTCHA in pochi secondi, cosa che anche per un supercomputer non è possibile fare in un tempo finito. Un totale di ~1020 bit di informazione creata dall'uomo negli ultimi 5000 anni, è stata generata solamente nell'anno 2008. L'incremento esponenziale dell'informazione  genera una seria sfida per il comando, il controllo ed l'elaborazione quando la connettività tra queste informazioni aumenta in modo esponenziale . Poiché il software utilizza un approccio sequenziale per analizzare la connettività, per restringere l'infinita complessità in un limite finito, il meccanismo di elaborazione dell'informazione infinita deve essere inserito all'interno del hardware. Il nano cervello è un tipo di dispositivo che indirizza fisicamente le quasi infinite connessioni in pochi secondi, alleviando la singolarità nel software. Questo concetto ha il potenziale di risolvere almeno tre colli di bottiglia della civiltà umana, fornendo la necessaria intelligenza ai robot, eseguendo mansioni senza alimentazione elettrica convenzionale e, infine, risolvendo i problemi a molti corpi che in natura si presentano in abbondanza.

## Novità concettuale dell'hardware
Storicamente, sono stati proposti circuiti equivalenti per i neuroni e anche per il sistema nervoso centrale. La creazione  di un circuito equivalente è uno strumento affidabile per comprendere l'elettronica di un dispositivo complesso, così come è definito il dispositivo in termini di elementi circuitali fondamentali. Il principio funzionale dell'architettura di un nano cervello è quello di mostrare una “comunicazione da uno a molti (one-to-many) contemporaneamente” tra la decisione costituente che forma le unità  Secondo la teoria del circuito convenzionale, esso è un circuito parallelo di elementi. Poiché la conformazione del percorso di cablaggio muta insieme al trasporto di carica elettronica nel circuito, il circuito equivalente cambierebbe continuamente. La possibile combinazione di tali circuiti è astronomicamente grande, perciò, invece di definire una funzione per un circuito equivalente in continua evoluzione, è stato introdotto il concetto di automa cellulare. Inoltre, grazie al modello sferico, l'informazione si estende dal centro della sfera e ancora una volta ritorna riflessa al centro della superficie esterna. Ogni singolo atomo nel nano-cervello sferico esperisce un'interferenza continua di alimentazione verso un'onda di informazioni. Così, il concetto di circuito che è violato qui come evoluzione collettiva  di una distribuzione potenziale in uno spazio 3 D allo stesso tempo, non può essere rappresentato come una sequenza lineare di eventi in tempi discreti.